# Узбережжя Нінгало
Узбережжя Нінгало — об'єкт світової спадщини, розташований на північно-західному узбережжі Західної Австралії. Територія 705 015-гектарів (1 742 130-акрів) розташована приблизно за 1 200 кілометрів (750 миля) на північ від Перту вздовж Східного Індійського океану. Відмінний риф Нінгало, що межує з узбережжям Нінгало, становить 260 кілометрів (160 миля) довгий і найбільший в Австралії окаймований кораловий риф та єдиний великий риф, розташований дуже близько до суходолу. У межах цієї прибережної зони розташовані острови Муйрон та мис Фаркухар.
Узбережжя і риф отримали свою назву від австралійського аборигенного слова мови ваджаррі ningaloo, що означає «мис», «глибоководний» або «високогірна земля, що виступає в море». Народи Яматджі кланів Baiyungu і Yinigudura населяли територію понад 30 000 років.

## Світова спадщина узбережжя Нінгало

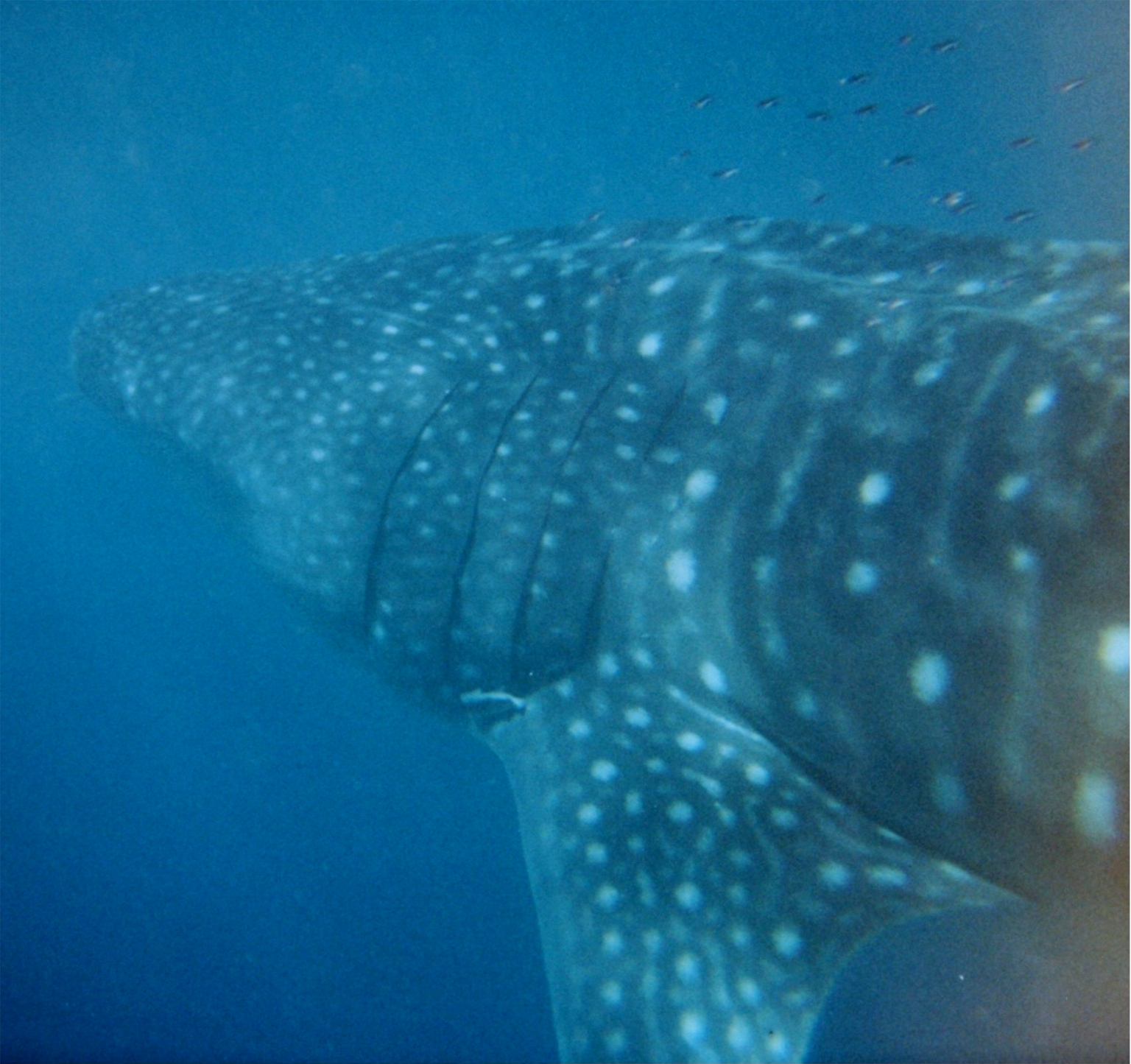
Китова акула на рифі, розташованому біля узбережжя Нінгало

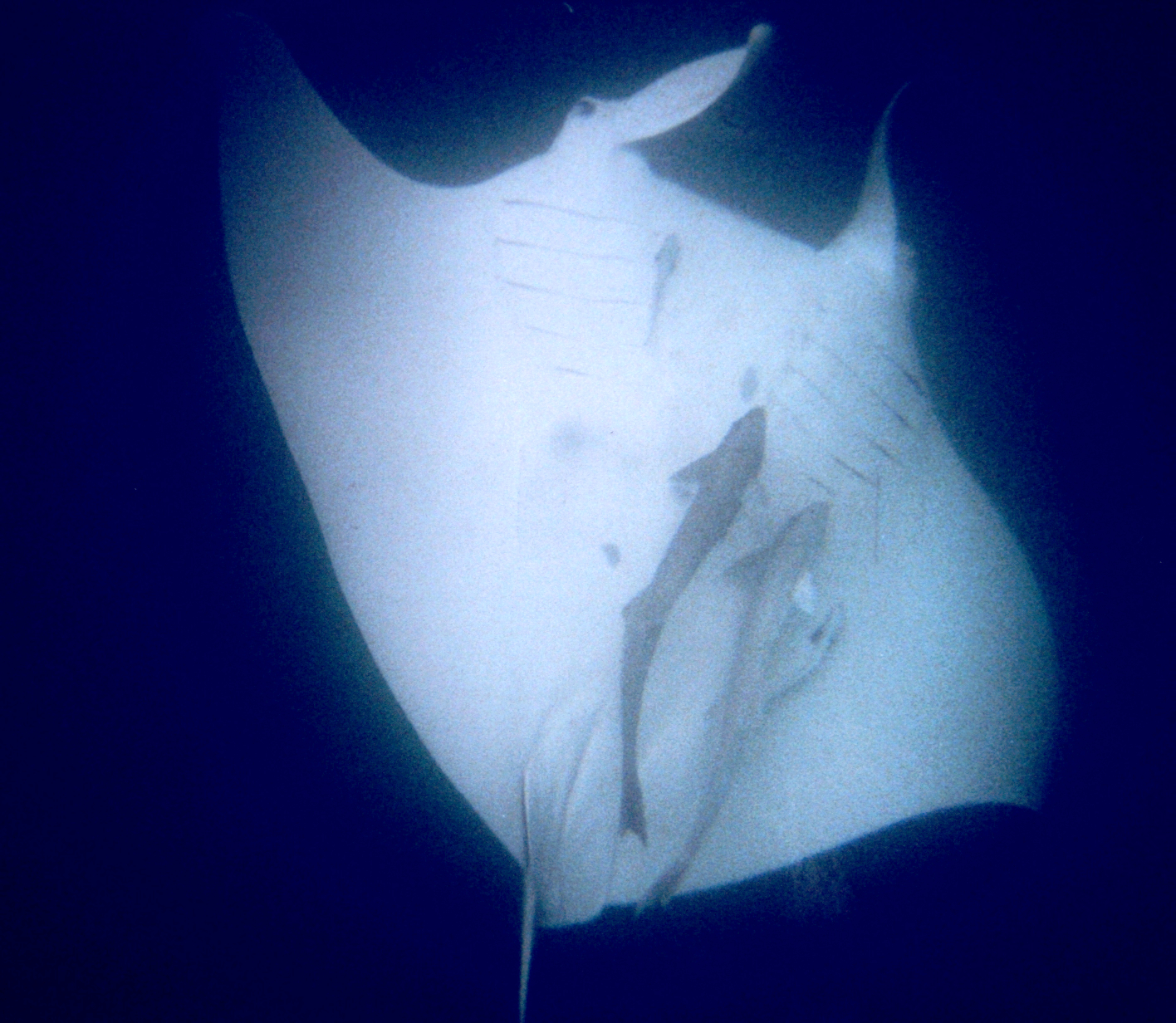
Манта з реморами на рифі Нінгало

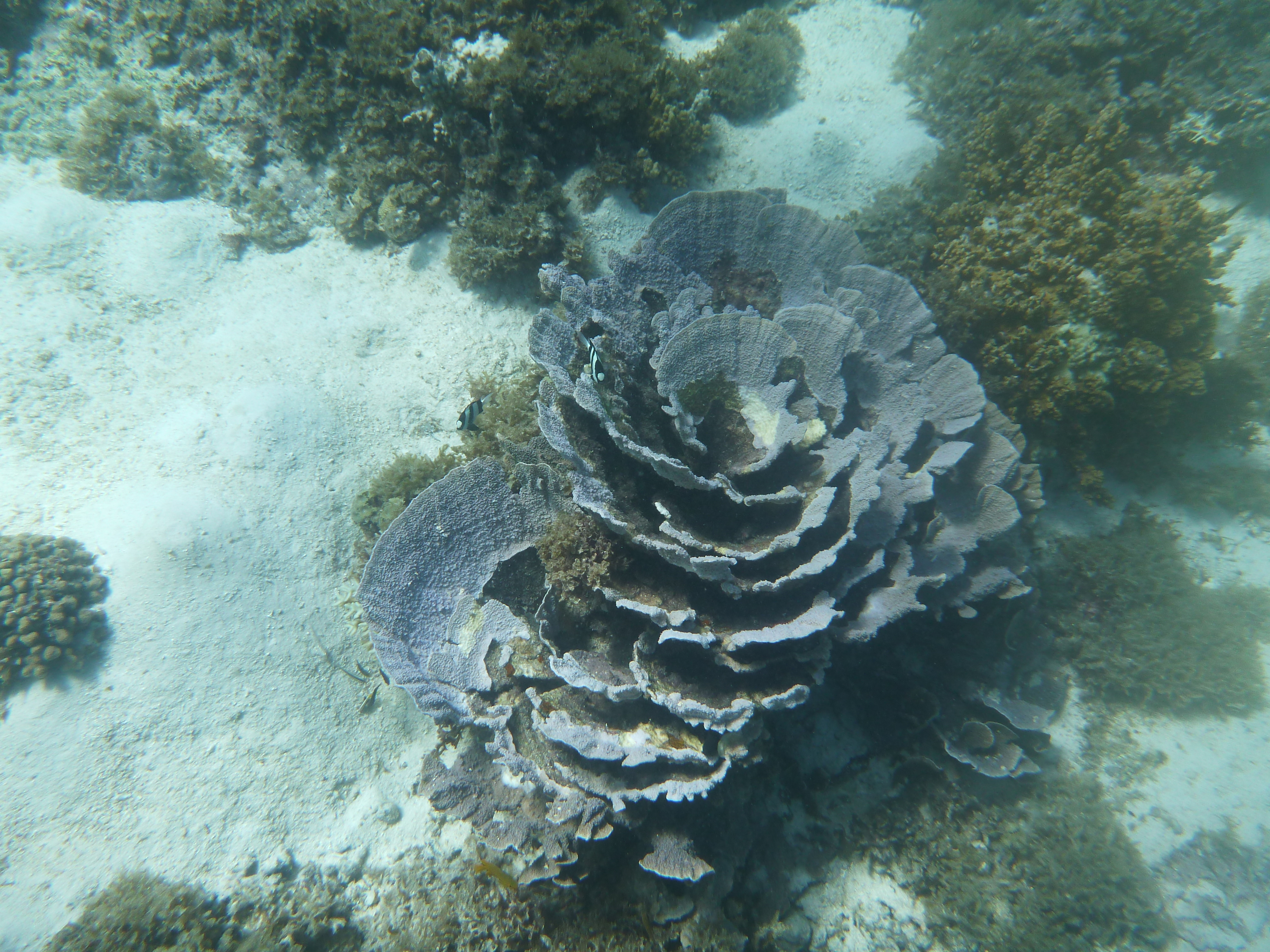
Частина коралового рифу, зображена під водою у 2012 р.

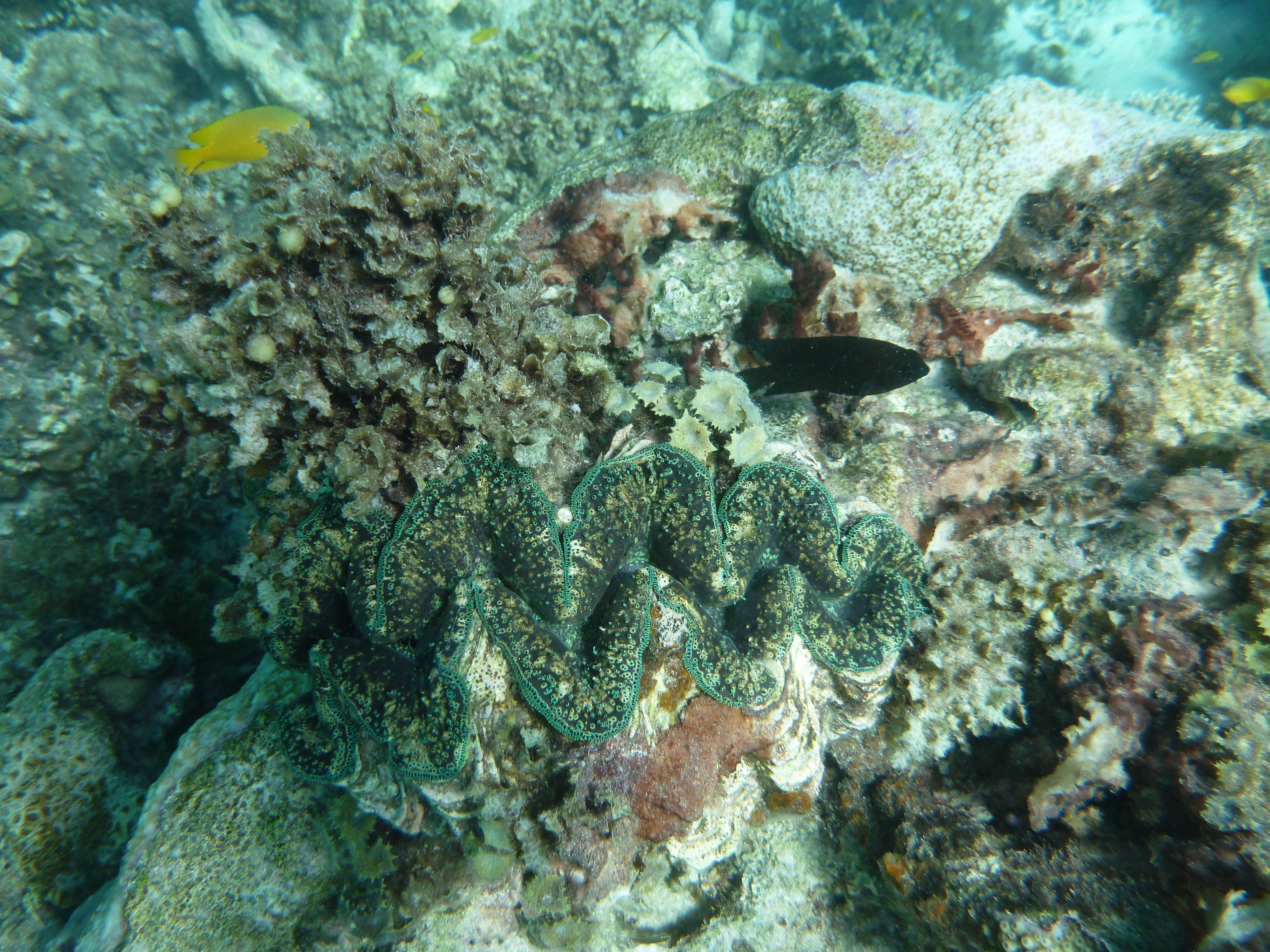
Великий молюск, зображений під водою у 2012 р.

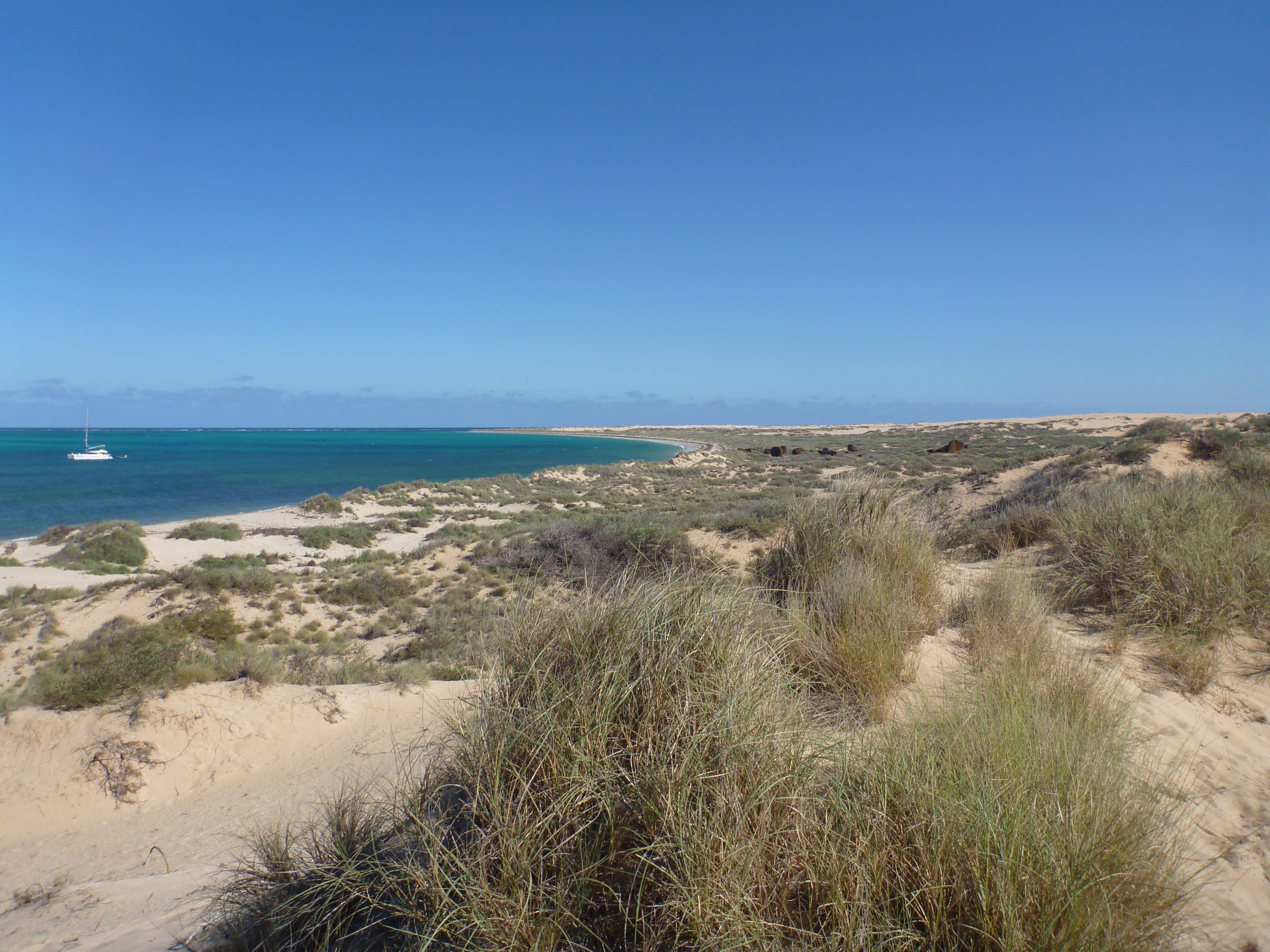
Берегова лінія Нінгало, 2012 р.

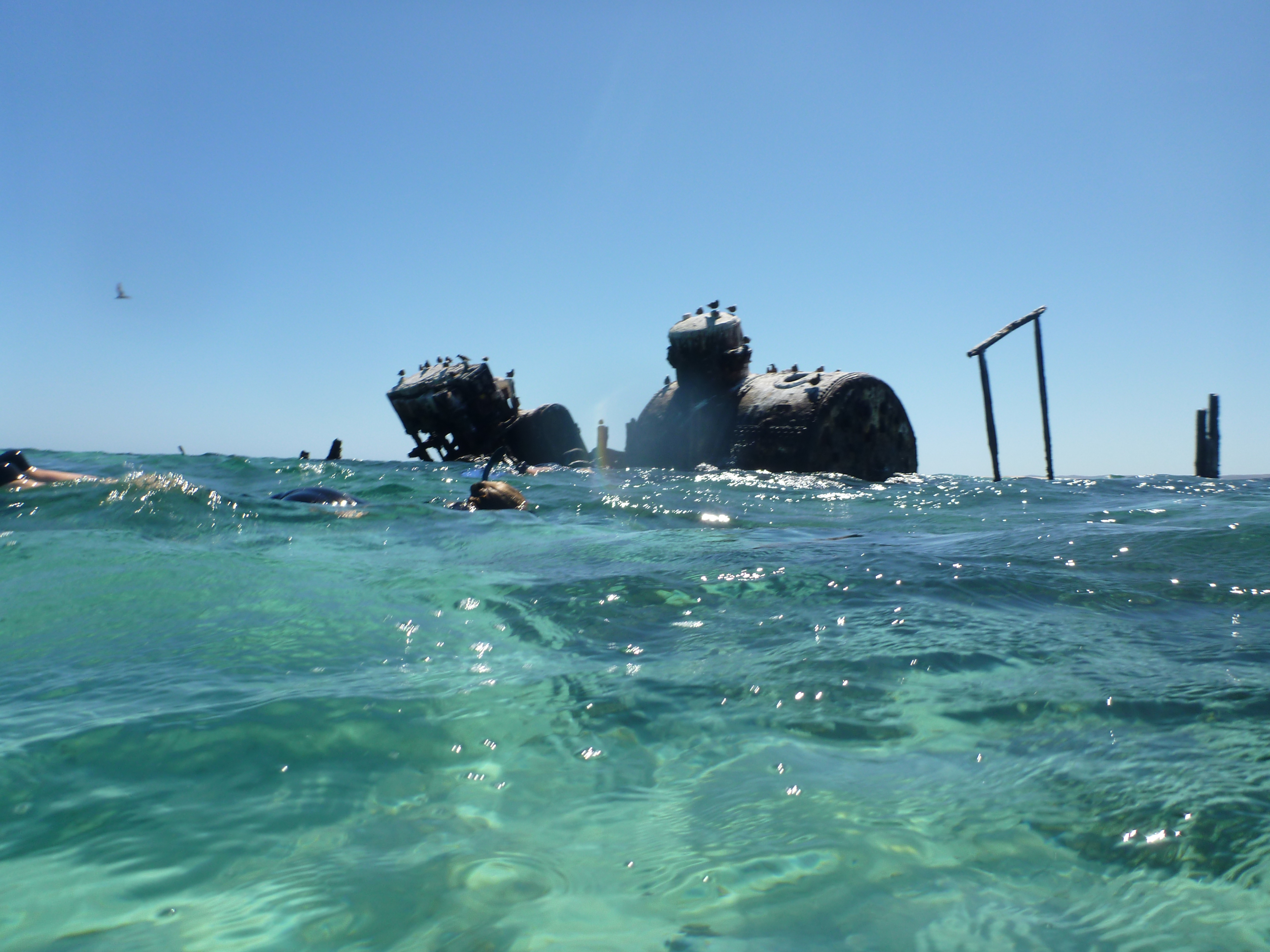
Дайвери досліджують аварію корабля, що прилягає до коралового рифу.

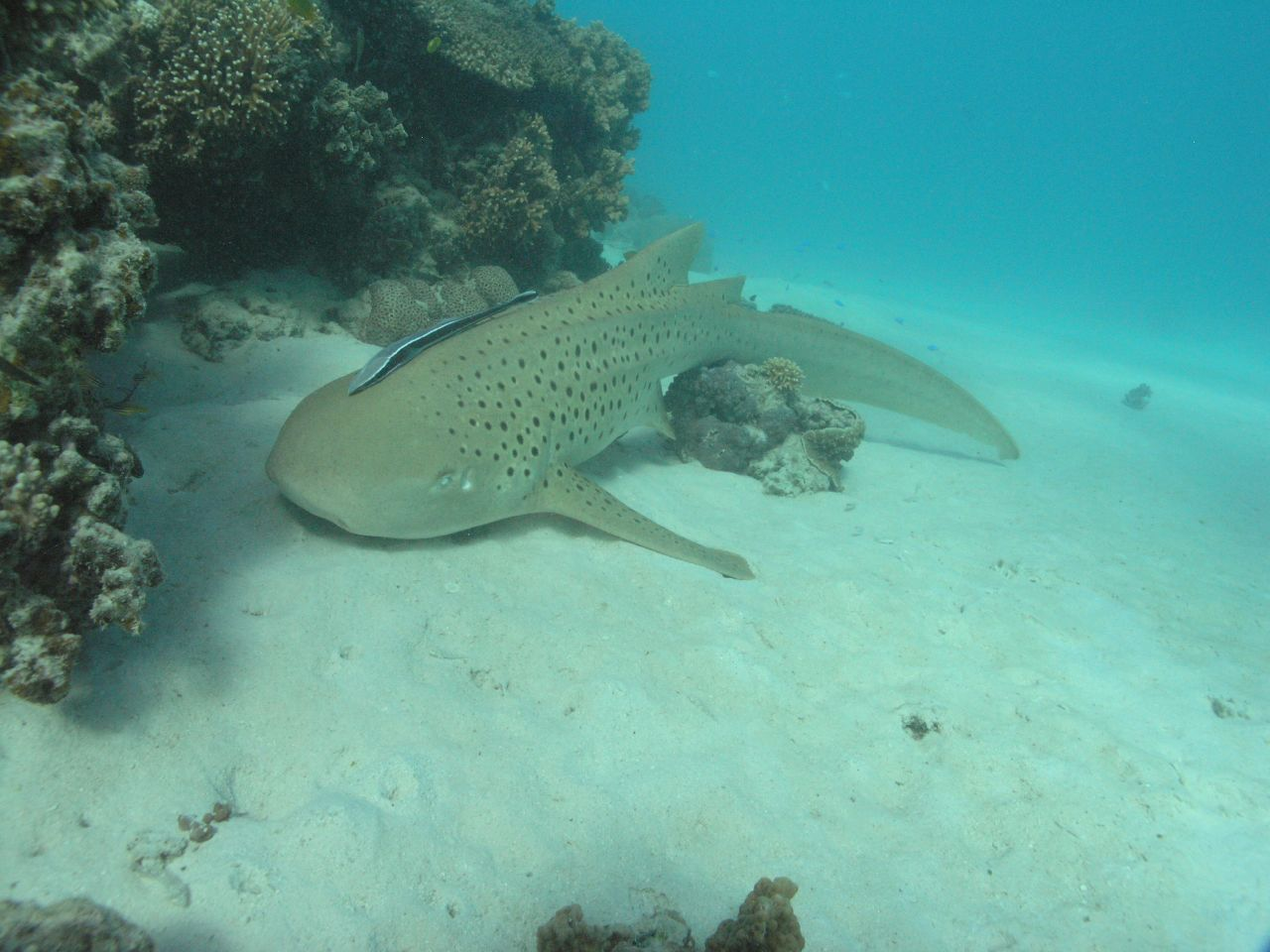
Stegostoma fasciatum (акула-зебра), зображена на рифі в 2007 р.

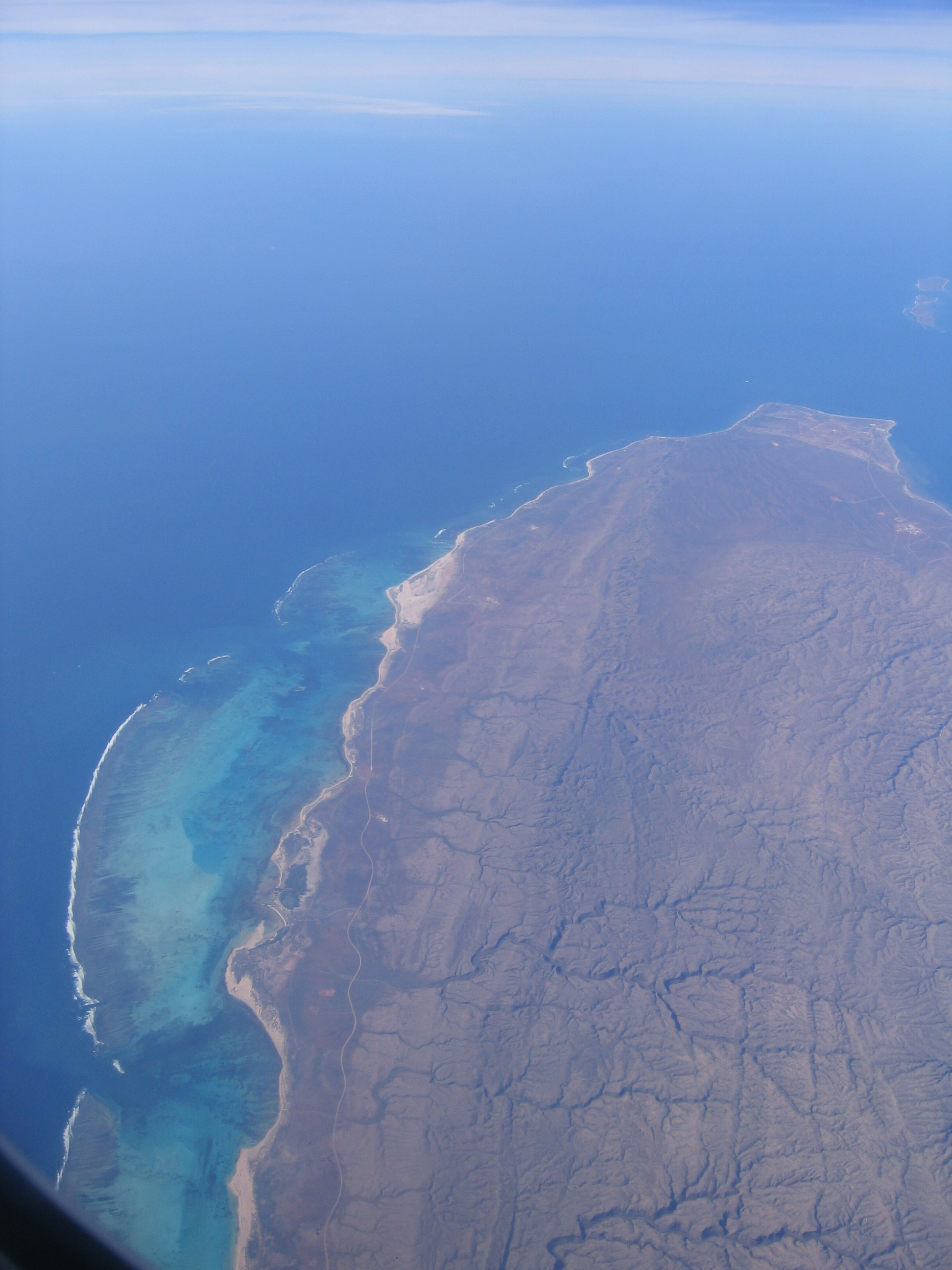
Національний парк Кейп-Рейндж і риф Нінгало з повітря.

Статус Світової спадщини регіону був створений та обговорений у 2011 році, а прийнятий кордон включав Морський парк Нінгало (води Співдружності), Морський парк Нінгало (державні води) та Морську зону управління островами Муйрон (включаючи острови Муйрон), Прибережний Джурабі-Парк, Прибережний парк Бундегі, Національний парк Кейп-Рейндж та полігон повітряної зброї Лірмонт. Це місце було внесене до списку австралійської національної спадщини 6 січня 2010 року відповідно до Закону про охорону навколишнього середовища та збереження біорізноманіття 1999 року.
У 1987 році риф та навколишні води були визнані Морським парком Нінгало.

### Репутація
Хоча найбільш відомий своїми китовими акулами, які там харчуються протягом березня-червня, риф також багатий на корали та інші морські види. Протягом зимових місяців риф є частиною міграційних шляхів дельфінів, дюгонів, мант та горбатих китів. Пляжі рифу є важливим місцем розмноження довгоголової, зеленої та яструбової черепах. Вони також залежать від рифу щодо гніздування та харчування. Нінгало має великий перелік риб (500 видів), коралів (300 видів), молюсків (600 видів) та багатьох інших морських безхребетних.
До рифу менше 0,5 кілометра (0,31 миля) у деяких місцях, таких як Коралова затока. У 2006 році дослідники з Австралійського інституту морської науки виявили сади губок у глибоких водах морського парку, які вважаються абсолютно новими для науки видами. Коротконосу морську змію, яка, як вважається, вимерла протягом 17 років, знайшли на рифі Нінгало в грудні 2015 року.

### Суперечки щодо збереження
На початку 2000-х років було багато суперечок щодо запропонованого будівництва курорту в районі під назвою Модс-Лендінг, який був основним місцем гніздування довгоголової черепахи. Також побоювалися, що загалом курорт буде пригнічувати весь морський парк. Автор Тім Вінтон, який проживає в цьому районі, висловлювався категорично проти його розвитку. У 2002 році, коли він виграв премію WA Premier's Book Award, то пожертвував A$ 25 000 доларів США на громадську кампанію з порятунку рифу. Зрештою, запланований курорт не відбувся. Однак розробники продовжують цікавитися цією областю.

### Спільний дослідницький кластер Нінгало
Кластер співпраці Нінгало — це великий науково-дослідний проєкт, який розпочався в регіоні в 2007 році. Він є частиною дослідницької ініціативи Фонду співпраці CSIRO. У проєкті беруть участь дослідники із CSIRO, Кооперативного науково-дослідного центру з питань сталого туризму та низки австралійських університетів, включаючи Технологічний університет Кертіна, Університет Мердока, Університет Західної Австралії, Австралійський національний університет та Університет Квінсленду. Проєкт забезпечить динамічну модель Нінгало, що включає наслідки соціально-економічного та екологічного навантаження людської діяльності в регіоні, яка може бути інтегрована з екологічною моделлю регіону з кінцевою метою розробки інструментів планування та моделей управління для забезпечення сталого використання регіону.
Дослідження передбачає збір та обробку соціально-економічних даних від туристів та приймаючих громад Ексмуту, Коралової затоки та Карнарвону. Він також передбачає збір даних про екологічне навантаження людської діяльності, включаючи використання природних ресурсів, утворення відходів, забруднення, візуальний вплив та вплив на рослинний і тваринний світ. В інтерактивному проєкті беруть участь ключові зацікавлені сторони в регіоні, включаючи Департамент охорони навколишнього середовища та охорони природи, округи Карнарвону та Ексмуту, місцеві туристичні організації та туризм ЗА, Комісія з розвитку Гаскойна, Департамент водних ресурсів та навколишнього середовища ЗА, дослідники з багатства океанів та проєкту Нінгало, торгово-промислові палати, Департамент енергетики та ресурсів ЗА, Департамент рибальства ЗА, Департамент планування та інфраструктури Західної Австралії, Комітет сталого розвитку Нінгало та Офіс сталого розвитку Нінгало, представники Ради моря та суходолу Ямаджі, дослідницької спільноти Нінгало разом з іншими учасниками проєкту кластеру та державним проєктом Нінгало. Проєкт також залучає планувальників та менеджерів у регіоні для вивчення розвитку та управління туризмом.

## Конкретні заповідні зони

### Національні парки та заповідники в зоні Світової спадщини
- Прибережний парк Бундегі[14]
- Національний парк Кейп-Рейндж
- Прибережний парк Джурабі
- Морський парк Нінгало (води Співдружності)
- Морський парк Нінгало (державні води)

### Острови, що входять до Світової спадщини
- Північний острів Муйрон
- Острів Південний Муйрон

### Зони морського парку

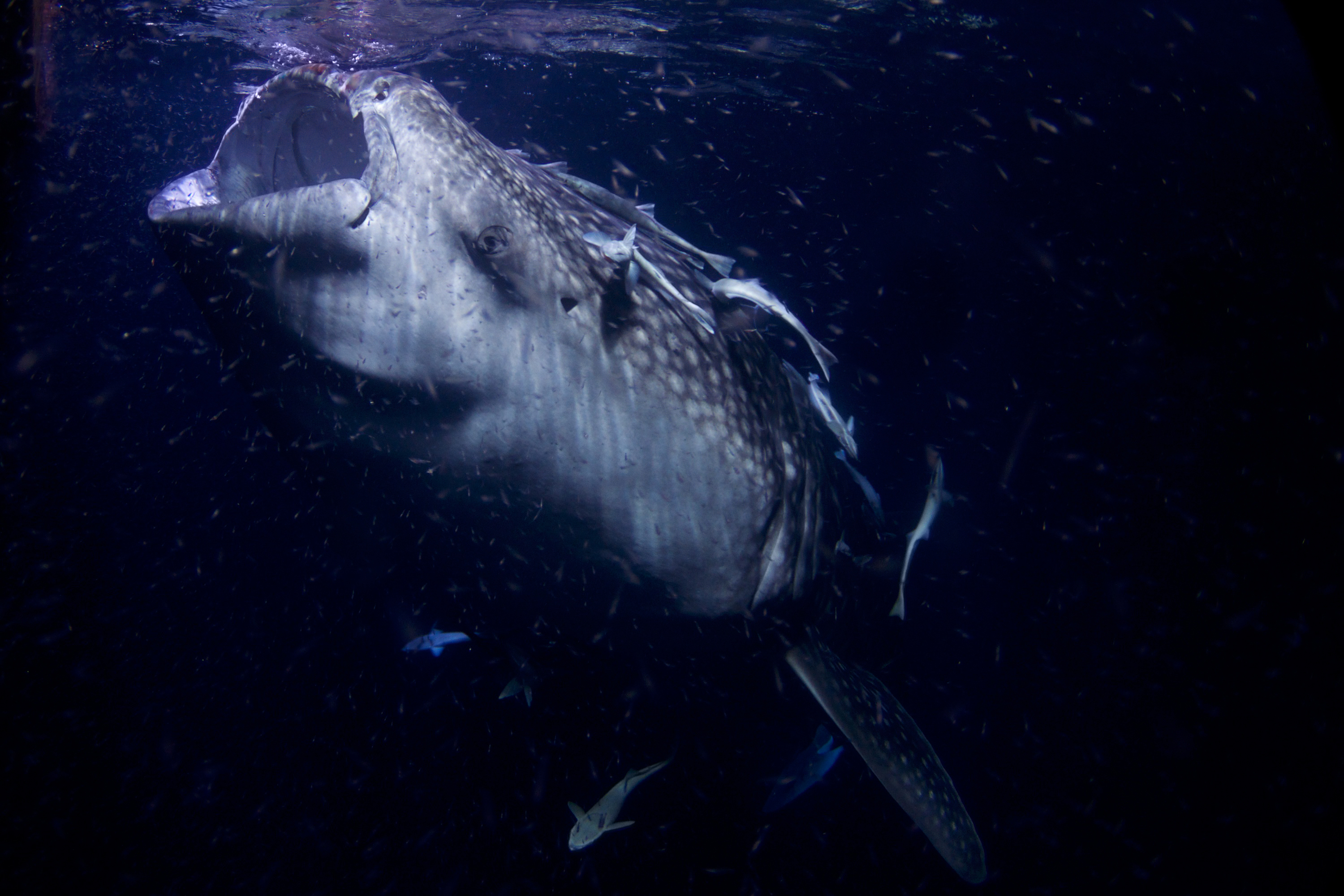
Китові акули

- Зона святилища Бундегі
- Зона заповідника Мурат
- Зона заповідника Лайтхаус-Бей
- Зона святилища Джурабі
- Зона заповідника Тантабідді
- Зона мангрових заповідників
- Зона прибережного заповідника
- Зона заповідника Манду
- Зона заповідника Оспрей
- Зона заповідника Віндерабанді
- Зона святилища Клоутс
- Зона заповідника Бейтмен
- Зона заповідника Мод
- Зона заповідника Пелікан
- Зона заповідника мису Фаркухар
- Заповідна зона затоки Гнарало
- Зона заповідника 3 милі
- Зона притулку для черепах
- Заповідна зона Південного Муйрона
- Заповідна зона Північного Муйрона
- Заповідна зона «Сандей-айленд»

## Прибережна зона прогнозу
Узбережжя Нінгало є областю прогнозу погоди, визначеною Бюро метеорології.